# پارک، شهرستان اوتاوا، میشیگان
پارک (به انگلیسی: Park Township) یک منطقهٔ مسکونی در ایالات متحده آمریکا است که در شهرستان اتاوا، میشیگان واقع شده‌است.
 پارک ۵۵٫۲ کیلومتر مربع مساحت و ۱۷٬۸۰۲ نفر جمعیت دارد و ۱۸۶ متر بالاتر از سطح دریا واقع شده‌است.